# シェナ
シェナ(Chénas)は、フランス東部オーヴェルニュ＝ローヌ＝アルプ地域圏ローヌ県のコミューン。

## 地理
ローヌ県の北端に突き出すような形にあり、西から北を巡り、南東までソーヌ＝エ＝ロワール県との県境に接している。

## 由来
シェナの名の由来は、この地にカシ（Chênes、ガリア語でCassanus）が植えられていたか、高貴なローマ人の名（Canus）を示唆する。カール大帝はこの地の木を一掃するよう命じ、シャルル5世はブドウの木を植えるよう命じた。

## 人口統計
| 1962年 | 1968年 | 1975年 | 1982年 | 1990年 | 1999年 | 2006年 | 2009年 |
| ------ | ------ | ------ | ------ | ------ | ------ | ------ | ------ |
| 507    | 465    | 402    | 328    | 372    | 442    | 458    | 510    |

参照元 : CassiniとInsee

## シェナのワイン
この村では、南東に接するソーヌ＝エ＝ロワール県のロマンシュ・トラン村と、クリュ・ボージョレの一つであるAOCムーラン・ナ・ヴァンを作るほかに、西隣のソーヌ＝エ＝ロワール県シャペル・ド・ガンシェ村と、AOC シェナを生産している。